# Horto Florestal (Sumaré)
Horto Florestal de Sumaré é um parque brasileiro, localizado na Estrada Municipal Teodor Condiev, que liga Sumaré a cidade de Hortolândia, no estado de São Paulo. No horto está a represa utilizada para o abastecimento de água do município. Área de preservação ambiental, possui trilhas de percurso rápido, com duração média de 10 minutos. Naquele local é mantido o Viveiro Municipal de Plantas e Mudas, com 77 espécies que são utilizadas para replantio urbano e reflorestamentos, num total de 40 mil mudas.
No Horto, pode-se encontrar exemplares botânicos como Quaresmeira, Manacá-da-Serra, Embaúba, Pau-Jacaré, Jequitibá, Cedro, Alecrim-de-Campinas, a Figueira-Mata-Pau, Guaritá, Mamica-de-Porca, Paineira, Jatobá entre outras, na área de matas e campos. Na área de cerrado, encontra-se exemplares importantes que representam a flora brasileira deste ecossistema, como o Pequi, Candeia, Pimenta-de-Macaco, Açoitá-cavalo, o Angico-Preto, o Capitão, o Marolo, o Faveiro e o Barbatimão. Ainda encontra-se por toda área do Horto, bromélia, orquídeas, pteridófitas, plantas aquáticas variadas e espécies vegetais de áreas brejosas, como a Tabôa, Capim-Navalha, entre outras.